# عبد الرحمن قطناني
عبد الرحمن قطناني هو نحات فلسطيني، ولد ويعيش في مخيم شاتيلا للاجئين في بيروت، لبنان. هو لاجئ فلسطيني من الجيل الثالث، غادر أجداده يازور - وهي بلدة صغيرة تسمى الآن عازور - في يافا أثناء نزوح الفلسطينيين عام 1948.

## النشأة
ولد عبد الرحمن قطناني عام 1983، بعد تسعة أشهر من مجزرة صبرا وشاتيلا. كانت أعماله الفنية الأولى عبارة عن رسوم كاريكاتورية سياسية، مستوحاة إلى حد كبير من رسام الكاريكاتير والناقد السياسي الفلسطيني ناجي العلي. وفي عام 2009 حصل على جائزة الفنان الشاب خلال صالون الخريف الذي أقامه متحف سرسق في بيروت.

## تعليم
التحق بالجامعة اللبنانية في بيروت حيث حصل على الدبلوم والماجستير في الفنون الجميلة. وكان فنانًا مقيمًا في المدينة الدولية للفنون في باريس، فرنسا. وكان فنانًا مقيمًا في مركز الفن في نانتير في باريس، فرنسا في عام 2016.

## أعماله
يصنع عبد الرحمن أعماله الفنية من مواد مختلفة مثل الخردة المعدنية والأسلاك الشائكة التي يحصل عليها من داخل المخيم. بيعت أعماله الفنية في مزادات كريستيز. في عام 2016، وصفه موقع آرت نت نيوز بأنه أحد "أقوى الفنانين في منتصف حياتهم المهنية في العالم العربي". وفي عام 2012، ظهر عبد الرحمن قطناني وأعماله في الفيلم الوثائقي الفرنسي للمخرج كريستوف دونر "رامي الحجارة".